# Slide It In
Slide It In (на български: Плъзни го вътре) е седмият студиен албум на английската хардрок група Уайтснейк. Излиза през 1984 г. и е първият официално издаден албум на групата в САЩ. Поради тази причина има две версии на албума с различно подреждане на песните и различно ремиксиране, което води и до разлики в звученето. За издаването на американската версия към групата се присъединява китариста Джон Сайкс.
Издаването на албума в Северна Америка довежда и комерсиалния успех за иначе добилата голяма популярност група. "Love Ain't No Stranger" и повечето от останалите песни стават световни хитове. Slide It In достига "Мултиплатинен 2х" статус само за територията на САЩ и Канада продавайки се в над 2 000 000 копия от издаването си до днес. За Обединеното кралство е сертифициран също като „Платинен албум“ продавайки се в над 300 000 копия.

## Списък на песните

### Британско издание
1. "Gambler" – 3:57
2. "Slide It In" – 3:20
3. "Standing in the Shadow" – 3:32
4. "Give Me More Time" – 3:41
5. "Love Ain't No Stranger" – 4:13
6. "Slow an' Easy" – 6:09
7. "Spit It Out" – 4:11
8. "All or Nothing" – 3:34
9. "Hungry for Love" – 3:57
10. "Guilty of Love" – 3:18

### Американско издание
1. "Slide It In" – 3:20
2. "Slow an' Easy" – 6:08
3. "Love Ain't No Stranger" – 4:18
4. "All or Nothing" – 3:40
5. "Gambler" – 3:58
6. "Guilty of Love" – 3:24
7. "Hungry for Love" – 3:28
8. "Give Me More Time" – 3:42
9. "Spit It Out" – 4:26
10. "Standing in the Shadow" – 3:42

## DVD 25-годишен юбилей
- Guilty Of Love (музикален клип)
- Slow An' Easy (музикален клип)
- Love Ain't No Stranger (музикален клип)
- Guilty Of Love (концерт, Донингтън 1983)
- Love Ain't No Stranger (Live: 'Starkers In Tokyo')
- Give Me More Time (BBC: Top Of The Pops 19/1/84)
- Love Ain't No Stranger (Live... In The Still Of The Night)

## Музиканти

### Британско издание
- Дейвид Ковърдейл – вокали
- Мики Мууди – китари
- Мел Гийли – китари
- Колин Ходкинсън -бас
- Джон Лорд – клавишни
- Кози Пауъл – барабани

### Американско издание
- Дейвид Ковърдейл – вокали
- Джон Сайкс – китари
- Мики Мууди – китари
- Мел Гийли – китари
- Нийл Мъри -бас
- Джон Лорд – клавишни
- Кози Пауъл – барабани